# Villafuerte (Cantalpino)
Villafuerte es una entidad de población española del municipio de Cantalpino, perteneciente a la provincia de Salamanca, en la comunidad autónoma de Castilla y León.

## Historia
Hacia mediados del siglo XIX, el lugar, ya por entonces perteneciente al término municipal de Parada de Arriba, tenía contabilizada una población de seis habitantes. Aparece descrito en el decimosexto y último volumen del Diccionario geográfico-estadístico-histórico de España y sus posesiones de Ultramar de Pascual Madoz con las siguientes palabras:

VILLAFUERTE: desp. en la prov. de Salamanca, part. jud. de Peñaranda de Bracamonte, térm. municipal de Cantalpino. pobl.: 1 vec., 6 almas.
(Madoz, 1850, p. 144)

En 2022, tenía empadronados cuatro habitantes.